# Murdo MacKenzie
Murdo MacKenzie (Tain, 24 aprile 1850 – Denver, 30 maggio 1939) è stato un imprenditore britannico naturalizzato statunitense.

## Biografia
È stato due volte (1891-1901 e 1922-1937) direttore della Matador Land and Cattle Company e poi presidente della American Stock Growers Association, nonché uno dei principali fautori del Hepburn Act del 1906 che ridusse le tariffe ferroviarie per gli spedizionieri occidentali.
Nato in Scozia nel 1850, si laureò alla Tain Royal Academy nel 1869. Successivamente lavorò in uno studio legale per poi passare alla British Linen Bank e infine come fattore di Sir Charles Ross. Si sposò nel 1876 con Isabella Stronach MacBain, dalla quale ebbe cinque figli.
Si trasferì negli USA nel 1885 dove diresse la Prairie Land and Cattle Company di Trinidad (Colorado). Divenne poi direttore della Matador Land and Cattle Company e quindi sindaco di Trinidad nel 1891.
Il presidente Teddy Roosevelt lo assegnò alla National Conservation Commission nel 1908, per poi assegnargli un ruolo manageriale nella Brazil Land, Cattle and Packing Company.
Morì nel 1939 a Denver.

## Riferimenti nella cultura
La città di Murdo (Dakota del Sud) fu chiamata così in onore di MacKenzie.
MacKenzie apparve come personaggio di alcuni fumetti di Paperon de' Paperoni. In Il cowboy delle Terre Maledette (1992) un giovane e povero Paperone salva un toro da esposizione di MacKenzie. In Il re di Copper Hill, Paperone si dimette da MacKenzie per cercare del rame. Nei fumetti il cowboy viene disegnato solamente dal disegnatore Don Rosa.